# Ameletus shepherdi
Ameletus shepherdi är en dagsländeart som beskrevs av Jay R. Traver 1934. Ameletus shepherdi ingår i släktet Ameletus och familjen Ameletidae. Inga underarter finns listade i Catalogue of Life.